# Springfield, Ohio
Springfield là một thành phố thuộc quận Clark, tiểu bang Ohio, Hoa Kỳ. Năm 2010, dân số của thành phố này là 60608 người.

## Dân số
- Dân số năm 2000: 65358 người.
- Dân số năm 2010: 60608 người.